# Hades (jeu vidéo)
Vous lisez un « article de qualité » labellisé en 2022.
Pour les articles homonymes, voir Hadès (homonymie).
Hades est un jeu vidéo indépendant roguelite d'action-RPG développé et publié par le studio américain Supergiant Games. Rendu tout d'abord disponible à partir de décembre 2018 en accès anticipé, le jeu sort le 17 septembre 2020 sur Microsoft Windows, Mac OS et Nintendo Switch, puis le 13 août 2021 sur PlayStation 4, PlayStation 5, Xbox One et Xbox Series.
Fondé sur la mythologie grecque, le jeu met en scène Zagreus, jeune fils d'Hadès et prince des Enfers, alors qu'il essaye désespérément de fuir le royaume de son père et d'émerger dans le monde des mortels. Aidé dans son périple par sa lointaine famille sur le mont Olympe, il progresse dans différentes régions des Enfers : le Tartare, l'Asphodèle, et l'Élysée. Lors de chaque tentative d'évasion, le joueur traverse plusieurs salles choisies aléatoirement et générées procéduralement, peuplées d'ennemis et lui proposant plusieurs récompenses. Le jeu emploie un système de combat de type hack 'n' slash offrant une attaque de base, une technique spéciale, un dash et une capacité dite « ultime », auquel le joueur a recours pour venir à bout de ses ennemis. Si Zagreus vient à périr, il est systématiquement ramené au palais de son père au cœur des Enfers, à partir duquel il pourra s'élancer à nouveau en bénéficiant des trésors et objets trouvés lors de ses échappées précédentes, et ainsi progresser et augmenter ses chances d'évasion.
Dévoilé lors des Game Awards de 2018, Hades est développé par la même équipe que celle des jeux précédents de Supergiant Games, comme Pyre. Le développement d'Hades débute juste après la sortie de ce dernier, avec la volonté de construire un jeu autour de la notion de rejouabilité et de narration procédurale, ce que permet sa structure roguelite.
Succès critique et commercial, Hades reçoit de nombreuses critiques très positives, qui vantent notamment son gameplay, sa musique, sa direction artistique, son scénario et la caractérisation de ses personnages. Hades est distingué par plusieurs institutions spécialisées, et remporte plusieurs prix, comme celui du jeu de l'année pour les DICE Awards ou pour les Game Developers Choice Awards. Il est également le tout premier jeu vidéo à remporter un prix Hugo, qui récompense les œuvres de science-fiction et fantasy.

## Trame

### Univers et contexte
Hades se déroule dans un univers de fantasy s'inspirant de la Grèce antique et de sa mythologie, et notamment des Enfers grecs,. Le joueur visite ainsi plusieurs régions des Enfers, comme le Tartare, les Champs Élysées ou l'Asphodèle. Plusieurs évènements de la mythologie grecque sont mentionnés lors de l'aventure, comme la guerre de Troie, avec la présence aux Enfers d'Achille et Patrocle, ou la séparation d'Orphée et Eurydice.

### Personnages

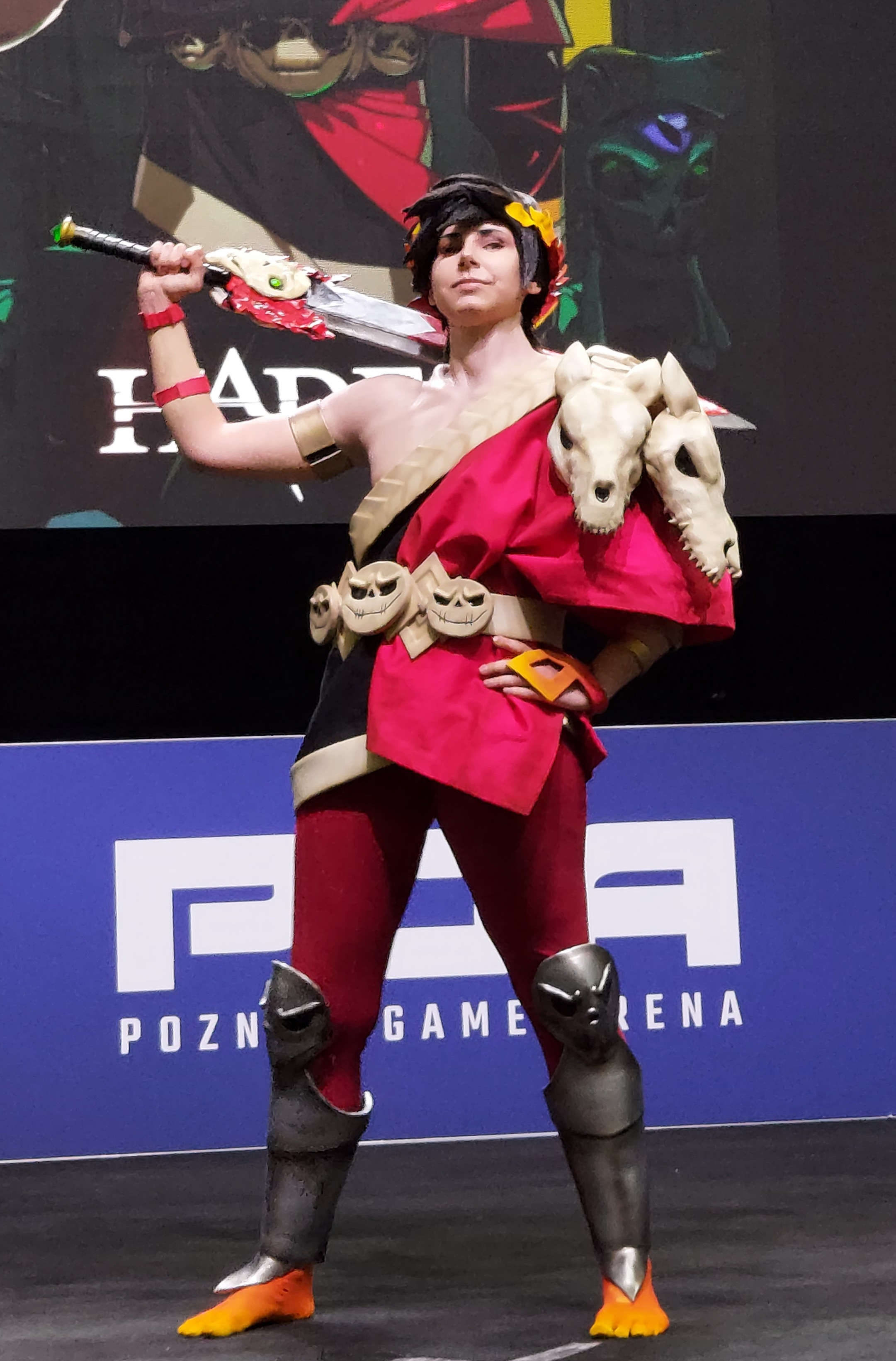
Cosplay de Zagreus, fils d'Hadès et héros du jeu.

Le joueur incarne Zagreus, prince des Enfers, qui tente de fuir le royaume des morts pour découvrir ses origines et réunifier sa famille. De tempérament rebelle, il a le sentiment depuis toujours de ne pas être à sa place dans le royaume d'Hadès. Déterminé, espiègle, mais également humble et protecteur, il est ignorant sur le monde extérieur à cause de son éducation cloisonnée. De par son ascendance divine, Zagreus ne peut pas mourir et est renvoyé au palais de son père à chaque échec d'évasion.
Zagreus est en conflit avec son père, Hadès, qui règne sur les Enfers. Ce conflit dure depuis un certain temps, et les relations entre ces derniers sont au point mort au début de l'aventure. Sérieux, sévère, Hadès est déçu par l'attitude de son fils. Avec Nyx, il est responsable du royaume des morts. Cette dernière, mère d'adoption de Zagreus, lui est d'une grande aide lors de ses tentatives d'évasion, le mettant notamment en contact avec les différents dieux olympiens pour que ceux-ci lui viennent en aide. Parmi eux, Zeus, Poséidon, Athéna, Arès, Aphrodite, Hermès, Dionysos, Artémis et Déméter se présentent à l'occasion à Zagreus pour lui offrir des pouvoirs en rapport avec leurs domaines divins.
Lors de ses tentatives de fuite, Zagreus est assisté par plusieurs des membres du palais d'Hadès. Achille, maître d'armes du palais, Thanatos, incarnation de la mort, Hypnos, incarnation du sommeil, Charon, nocher de la barque traversant le Styx, Dusa, gorgone de service, Cerbère, le chien des Enfers, ou Thados, squelette d'entraînement, viennent en aide au joueur de différentes manières lors de son aventure. Inversement, plusieurs habitants des Enfers sous les ordres directs d'Hadès tentent de freiner Zagreus dans son échappée. Ainsi, les trois Furies (ou Érinyes), l'Hydre de Lerne, Astérion le minotaure ou le roi Thésée s'opposent à la progression du héros,.
Durant son voyage à travers les distinctes zones des Enfers, Zagreus rencontre par ailleurs plusieurs personnages de la mythologie grecque, comme Orphée et Eurydice,, Patrocle, ou le roi Sisyphe,.
Plus tard dans son aventure, Zagreus retrouvera Perséphone, reine des Enfers, épouse d'Hadès et mère biologique de Zagreus. Vivant à la surface, elle est en exil, et refuse de retourner aux Enfers.

### Scénario
Zagreus, fils d'Hadès et prince des Enfers, cherche à fuir le royaume de son père, qu'il ne supporte plus. Il est aidé dans sa démarche par Nyx, sa mère adoptive, qui lui donne accès au miroir de la Nuit, un objet magique lui permettant d'améliorer ses capacités. Les divinités olympiennes viennent en aide à Zagreus en lui offrant à intervalles réguliers des bénédictions augmentant temporairement ses facultés, tandis qu'Achille, maître d'arme du palais, met différentes armes à sa disposition,. Dans les multiples régions des Enfers traversées par Zagreus, ce dernier rencontre alliés comme ennemis : le dieu de la mort Thanatos va à l'encontre des ordres d'Hadès pour faciliter l'évasion de son ami d'enfance,, Eurydice, Sisyphe et Patrocle offrent divers bonus au fils d'Hadès,,, tandis que Charon, le nocher du Styx, lui vend plusieurs objets pour le renforcer dans sa quête. Inversement, plusieurs habitants des Enfers s'opposent à Zagreus sur les ordres d'Hadès en personne. Ainsi, Mégère, Tisiphone et Alecto cherchent à empêcher le prince des Enfers de quitter le Tartare, une hydre squelettique combat Zagreus dans l'Asphodèle, tandis que dans les Champs Élysées, un duo composé du roi Thésée et du minotaure Astérion barre la route à Zagreus. Enfin, c'est Hadès lui-même qui fait office de dernier obstacle à l'échappée de son fils, au niveau de la frontière entre les Enfers et la Grèce.
Lors de ses différentes tentatives d'évasion, Zagreus apprend qu'il n'est que le fils adoptif de Nyx, et que sa vraie mère est Perséphone, ancienne reine des Enfers. Lors de sa première victoire contre son père, il rencontre enfin sa mère biologique, en exil en Grèce, protégée et mise à l'écart du monde grâce aux pouvoirs de Nyx. Après de touchantes retrouvailles, Zagreus se rend compte que, à l'instar de son père, il est lié au royaume des morts, et ne peut survivre longtemps à la surface. Rappelé aux Enfers, il promet à sa mère qu'il reviendra la voir en s'échappant à nouveau, et qu'il découvrira la vérité sur son absence,.

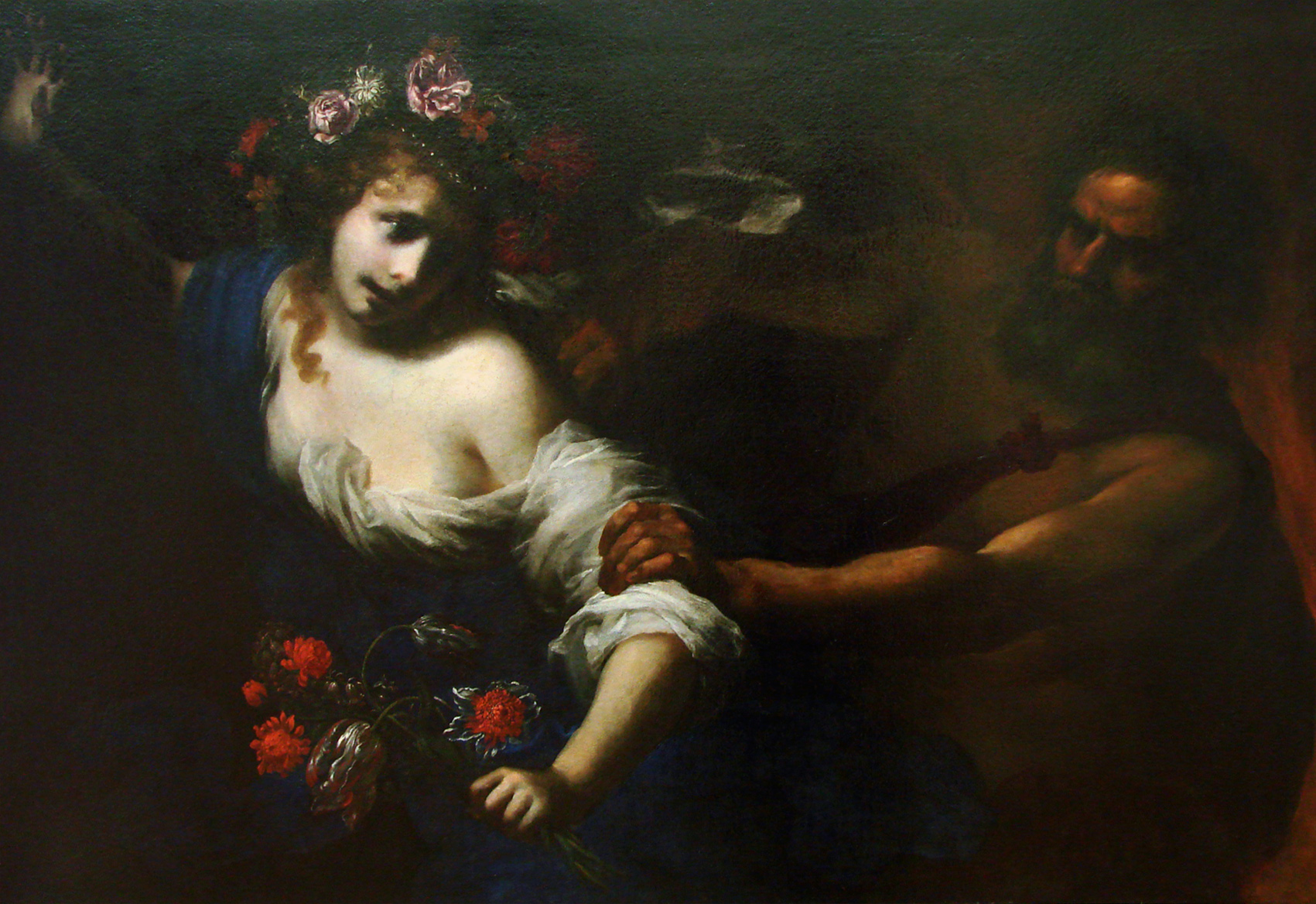
Perséphone et Hadès, parents de Zagreus et personnages clés du jeu (Le Rapt de Perséphone, par Simone Pignoni).

À la suite de ses nombreuses visites, Zagreus apprend petit à petit la vérité sur sa naissance, et les évènements ayant conduit sa mère à l'exil. Perséphone a été « offerte » à Hadès, en récompense de sa gestion des Enfers. Outré par cet acte de ses frères olympiens, qu'il considère comme étant un grand manque de respect envers Perséphone, Hadès coupa alors toute relation avec sa famille, bien que vivant un mariage heureux avec sa femme. Lors de la grossesse de cette dernière, les Moires émettent alors une prophétie, stipulant qu'Hadès ne pourra jamais engendrer d'héritier. En conséquence, Zagreus meurt à la naissance. Dévastée par le chagrin, Perséphone quitte les Enfers, mais refuse de retourner sur le mont Olympe, à cause des constantes querelles familiales. Zagreus, quant à lui, est ressuscité grâce aux pouvoirs de Nyx, mais est désormais lié aux Enfers, tout comme son père. Si Perséphone est tout d'abord réticente à l'idée de retourner aux Enfers, de peur de rétributions des Olympiens sur Hadès, son fils la convainc du contraire, et, après une dizaine de visites, elle remonte la rivière Styx avec lui jusqu'au cœur des Enfers, afin d'y reprendre son rôle de Reine. Hadès, reconnaissant envers Zagreus, s'engage à soigner ses relations avec lui, et lui propose un poste à la tête de la sécurité des Enfers. Pour ne pas éveiller les soupçons des Olympiens, Zagreus continue de tenter de s'échapper des Enfers, afin de détecter de potentielles failles.
Toujours au cours de ses échappées, Zagreus se rapproche des citoyens des Enfers, et s'efforce de faire du royaume des morts un endroit meilleur. Il libère Sisyphe de sa punition éternelle, rassemble le musicien de la cour des Enfers Orphée avec sa muse Eurydice, réunit les amants Achille et Patrocle, et permet une réconciliation entre Nyx et son créateur, le Chaos Primordial. Il se rapproche de Dusa, de Mégère et de Thanatos, et peut confesser ses sentiments amoureux à ces derniers. Si Dusa refuse ces sentiments, préférant rester amie avec Zagreus, il est possible d'entamer une relation avec Mégère et Thanatos. Zagreus se rapproche aussi de ses parents olympiens. Chaque individu rencontré par Zagreus lui offre une petite babiole, appelée « souvenir », symbole des liens forgés et des faveurs rendues,.
Dans un épilogue, Perséphone, Hadès et Zagreus mettent au point un plan afin de réconcilier le royaume des morts avec les Olympiens. Ces derniers sont invités à un grand banquet dans les Enfers, au cours duquel Hadès et Perséphone inventent un mensonge afin de justifier la présence de cette dernière dans les Enfers : elle a ingéré des grenades du jardin d'Hadès, l'empêchant de quitter ce dernier à l'exception de quelques mois par an. Il est sous-entendu que les dieux olympiens voient clair dans les mensonges des habitants des Enfers, mais passent outre, par volonté de réconciliation. Zeus et Hadès promettent de se rendre visite plus souvent, et Zagreus continue de tester les limites des défenses de son royaume.

## Système de jeu

### Généralités
Hades est un jeu roguelite d'action-RPG, dans lequel le joueur contrôle Zagreus et dans lequel sont enchaînées des phases de dialogues et des combats en temps réel afin d'avancer dans l'intrigue. Il suit également une série de scènes cinématiques, ainsi que d'images fixes ou légèrement animées, proposant des boîtes de dialogues décrivant la narration d'un scénario non linéaire, ne laissant au joueur que le choix de ses armes. Le jeu est présenté en 3D isométrique et dispose d'éléments du genre roguelike : le joueur doit se frayer un chemin dans des salles dont l'ordre d'apparition et les ennemis s'y trouvant sont déterminés procéduralement. Plusieurs biomes peuvent être traversés par le joueur, correspondant à différentes régions des Enfers : le Tartare, l'Asphodèle, les Champs Élysées, et le temple du Styx,. Pour passer d'une région à l'autre, le joueur doit vaincre un boss, qui libère une récompense plus conséquente que les ennemis usuels après avoir été vaincu,. Le joueur est régulièrement confronté à des combats durant lesquels il doit venir à bout d'un certain nombre d'ennemis avant de progresser et d'accéder à la salle suivante. Après avoir éliminé tous les ennemis d'une salle, le joueur obtient une récompense propre à la salle et voit quelles sont les récompenses situées dans les salles suivantes. Le joueur peut alors choisir dans quelle salle il souhaite se rendre, et ainsi orienter sa progression. Parmi les multiples récompenses auquel le joueur a accès, il est possible de trouver des cœurs de centaure, rendant de la vie au joueur, ou des oboles, lui permettant d'acheter des objets auprès de différents vendeurs,.
Comme dans de nombreux roguelikes, la perte de l'ensemble des points de vie du joueur n'est pas synonyme de game over. Lorsque Zagreus tombe au combat, il retourne au palais d'Hadès, en ayant perdu la quasi-totalité des bonus qu'il a accumulés lors de sa tentative d'évasion. Néanmoins, certains bonus sont conservés, et lui permettent d'améliorer ses capacités, afin d'augmenter ses chances lors de son prochain essai,. Ces derniers prennent la forme d'obsidiennes, des pierres sombres issues des Enfers qui donnent à Zagreus la possibilité de débloquer de nouvelles capacités avec le Miroir de la Nuit, par exemple un nombre plus élevé de dashs ou une augmentation des dégâts infligés,. Les clés chtoniennes, quant à elles, fournissent au joueur l'accès à plusieurs bonus de caractéristiques ou d'armes, tandis que le nectar peut être offert à de nombreux habitants des Enfers afin d'obtenir des faveurs de ces derniers.
Si le jeu ne propose pas de niveaux de difficulté à proprement parler, le joueur peut néanmoins activer le « mode divin », qui réduit les dégâts subis par Zagreus en réponse aux attaques ennemies de 20 %. À chaque tentative d'évasion, le joueur gagne 2 % de résistance supplémentaire, qui s'ajoutent de manière cumulative durant l'ensemble de son aventure,. Le joueur peut activer et désactiver ce mode à tout moment depuis les options,. Inversement, le joueur peut activer le « mode infernal », qui force le joueur à effectuer son échappée avec plusieurs contraintes (soins moins efficaces, ennemis plus nombreux et plus résistants, et retrait de la fonction donnant au joueur un temps de répit après avoir subi trop de dégâts). Finalement, le joueur peut personnaliser la difficulté de son échappée grâce à un système modulable et personnalisable intitulé « Pacte des Châtiments », rendu disponible après avoir défait Hadès pour la première fois. Il peut alors choisir d'augmenter la difficulté de points précis de sa tentative d'évasion, appliquant ainsi des malus (augmentation de l'armure des ennemis, nouvelles attaques pour les boss, etc.). Ces points peuvent être cumulés et, pour chaque malus appliqué, la température des Enfers monte d'un cran, symbolisant la difficulté de l'échappée du joueur. Pour chaque palier de température franchi avec une arme, le joueur gagne de nouvelles récompenses, lui permettant de progresser encore plus.

### Combats
Hades propose un système de combat similaire à celui d'autres roguelites, dans lequel le joueur effectue des combats en temps réel, sans changement d'angle de vue de caméra. Zagreus, contrôlé par le joueur, affronte ainsi plusieurs ennemis selon le biome dans lequel il se trouve. Chaque ennemi possède un répertoire de coups limité, et cherche à réduire les points de vie du joueur à zéro. Eux aussi possèdent un nombre limité de points de vie, celui-ci pouvant être augmenté grâce à de l'armure, et symbolisé par une barre de vie située au-dessus d'eux. Le seul moyen d'obtenir la victoire est de vider intégralement cette dernière grâce au vaste panel d'attaques à disposition du joueur. Les boss présentent une barre de vie plus conséquente, et des attaques plus puissantes. Si Zagreus subit trop de dégâts lors d'un combat, il devient invincible pendant un court instant afin de permettre au joueur de se rétablir. 
Le jeu utilise un système de hack 'n' slash, un type de gameplay qui se focalise sur le combat contre des hordes de monstres. Chaque arme dispose d'une attaque de base, d'un coup spécial appelé « technique », ainsi que d'un assaut, d'un lancer se logeant dans les adversaires, et une attaque de base effectuée après un dash. En supplément, le joueur dispose d'une capacité ultime, ainsi que d'une attaque à distance,. Le joueur a à sa disposition six armes différentes, chacune possédant plusieurs aspects. Le joueur peut ainsi manier l'épée, la lance, le bouclier, l'arc, des gantelets crantés ou un canon portatif. Chaque arme peut être débloquée grâce à des clés chtoniennes, tandis que les différents aspects de chaque arme se débloquent avec du sang de Titan, obtenu lors d'une victoire contre un boss. Le sang de Titan peut également être utilisé pour améliorer les armes depuis le palais d'Hadès, augmentant leurs dégâts ou vitesse d'attaque, tandis que les marteaux de Dédale, trouvables dans les régions des Enfers, débloquent temporairement de nouvelles capacités,.
Durant son échappée, le joueur rencontre les dieux de l'Olympe. Ces derniers offrent à Zagreus leurs bienfaits, ce qui consiste généralement en une amélioration thématique des attaques de Zagreus. Ainsi, par exemple, les bénédictions de Zeus permettent principalement au joueur d'ajouter des dégâts électriques à ses attaques, les bienfaits de Déméter rajoutent des effets de dégâts de froid et ralentissement, tandis que les présents de Dionysos ajoutent des dégâts d'empoisonnement aux attaques de Zagreus,,. Les bienfaits de plusieurs dieux sont cumulatifs, et le joueur peut bénéficier de plusieurs bienfaits provenant de plusieurs dieux, afin de créer des synergies et combos. Certains bienfaits n'ont pas d'influence directe sur le combat : ainsi, certaines bénédictions d'Aphrodite augmentent la vie récupérée lors des voyages de Zagreus dans les Enfers, et certaines de Poséidon augmentent la quantité de récompenses trouvées (oboles et obsidiennes),. Ces bienfaits viennent sous différentes formes de raretés, communes, rares, épiques et légendaires, avec des bonus plus ou moins puissants. Dans certaines salles des Enfers, Zagreus devra choisir entre les bienfaits proposés par deux dieux, le dieu non choisi devenant un antagoniste,. Le combat qui suit est donc plus difficile, car perturbé par la colère de ce dernier.

### Autres fonctionnalités

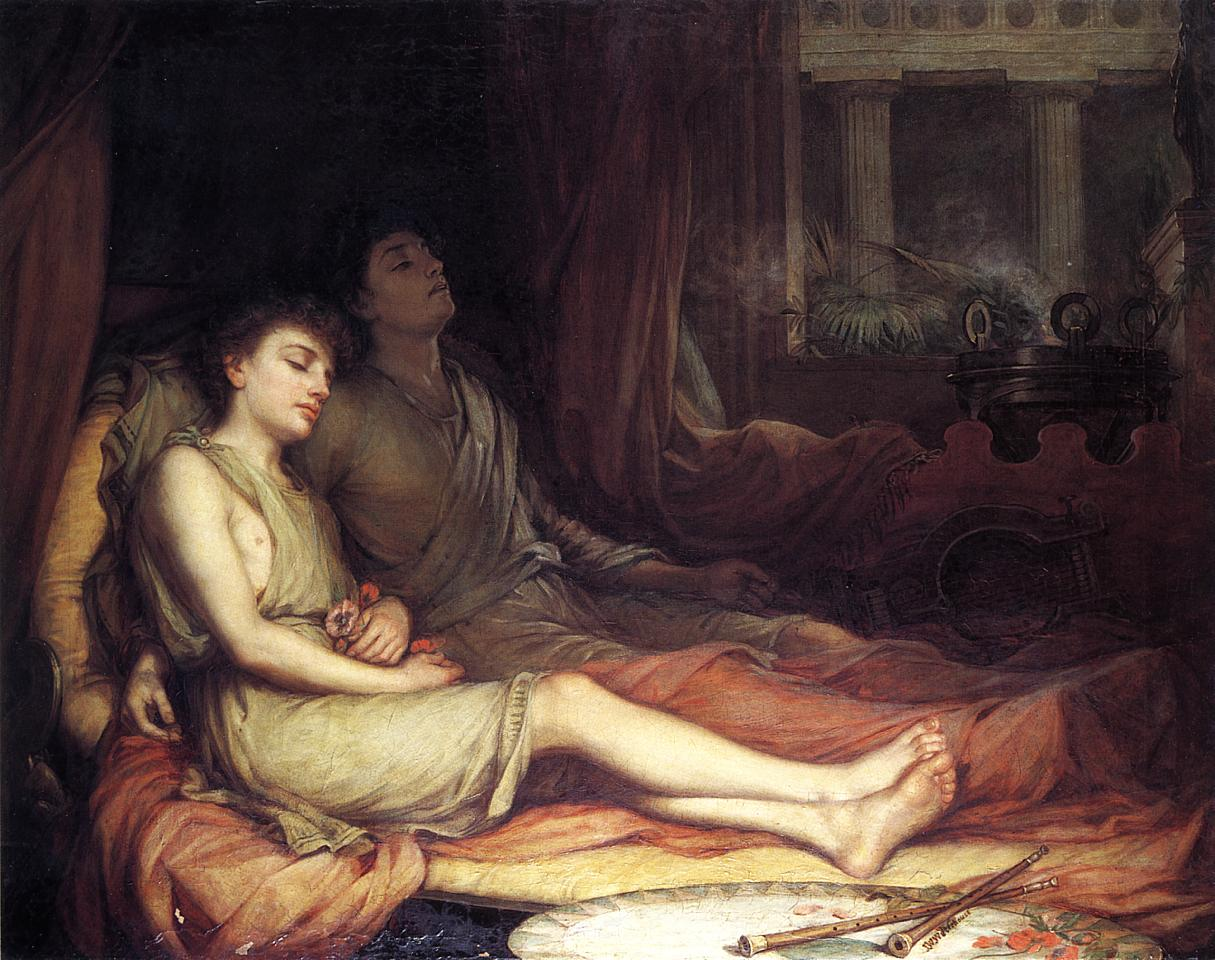
Hypnos et Thanatos sont des personnages secondaires très présents dans la trame narrative d'Hades. Le second soutient Zagreus sur le champ de bataille, et peut nouer une romance avec ce dernier (Le Sommeil et son demi-frère la Mort, par John William Waterhouse).

Le joueur a accès à d'autres fonctionnalités au cours de son aventure. Durant ses nombreuses tentatives d'évasion, il est amené à rencontrer plusieurs personnages, comme Eurydice ou Patrocle. Au fil de leurs multiples discussions, le joueur développe des liens avec eux, et découvre leurs relations avec des habitants du palais d'Hadès, respectivement Orphée et Achille. En offrant du nectar et de l'ambroisie à ces personnages, le joueur développe ses liens affectifs avec ces personnages et œuvre aux retrouvailles de ces derniers,. Le joueur peut offrir du nectar à la quasi-totalité des personnages non joueurs, obtenant ainsi des souvenirs de la part de ces derniers. Zagreus peut équiper ces souvenirs, et ainsi bénéficier de bonus thématiques lors de ses tentatives d'évasion. Ainsi, le collier de Cerbère confère au joueur un bonus de santé, tandis que la rose éternelle d'Aphrodite lui garantit la présence de bienfaits liés à cette déesse dans son échappée. Le joueur peut pousser trois de ses relations jusqu'au stade de romance, et avouer ses sentiments amoureux à Dusa, Thanatos et Mégère,,. Si Dusa refuse les sentiments du joueur, ce dernier peut tout de même nouer une relation amoureuse avec Mégère, Thanatos, ou les deux,.
Après plusieurs voyages dans les Enfers et avoir battu Thésée pour la première fois, Zagreus peut récupérer une canne à pêche. Cette dernière lui offre la possibilité de chasser des poissons fictifs dans les différents fleuves des Enfers,. Ceux-ci peuvent ensuite être échangés dans le palais d'Hadès contre des récompenses, comme des oboles, des clés chtoniennes, ou du nectar. Le joueur a aussi accès au Codex d'Achille, une encyclopédie compilant des informations sur tous les personnages, Dieux et ennemis rencontrés dans le jeu.
Le joueur peut également rénover le palais d'Hadès auprès d'une des âmes du palais, en échange de plusieurs ressources. Si certaines modifications sont purement esthétiques, d'autres permettent au joueur de débloquer plusieurs améliorations dans les chambres des Enfers, comme des sources thermales restaurant la santé du joueur, ou la capacité de changer de souvenirs en cours de partie, et ainsi de profiter de différents bonus,.
Finalement, Zagreus dispose de quartiers, eux aussi personnalisables, dans lesquels il lui est possible de se reposer. Le joueur peut notamment y ajouter plusieurs décorations, ainsi qu'une lyre, sur laquelle Zagreus peut s'entraîner et s'améliorer. Dans ses quartiers, Zagreus peut aussi tester ses armes sur Thados, un squelette réincarné à son service,.

## Développement

### Équipe et genèse du projet

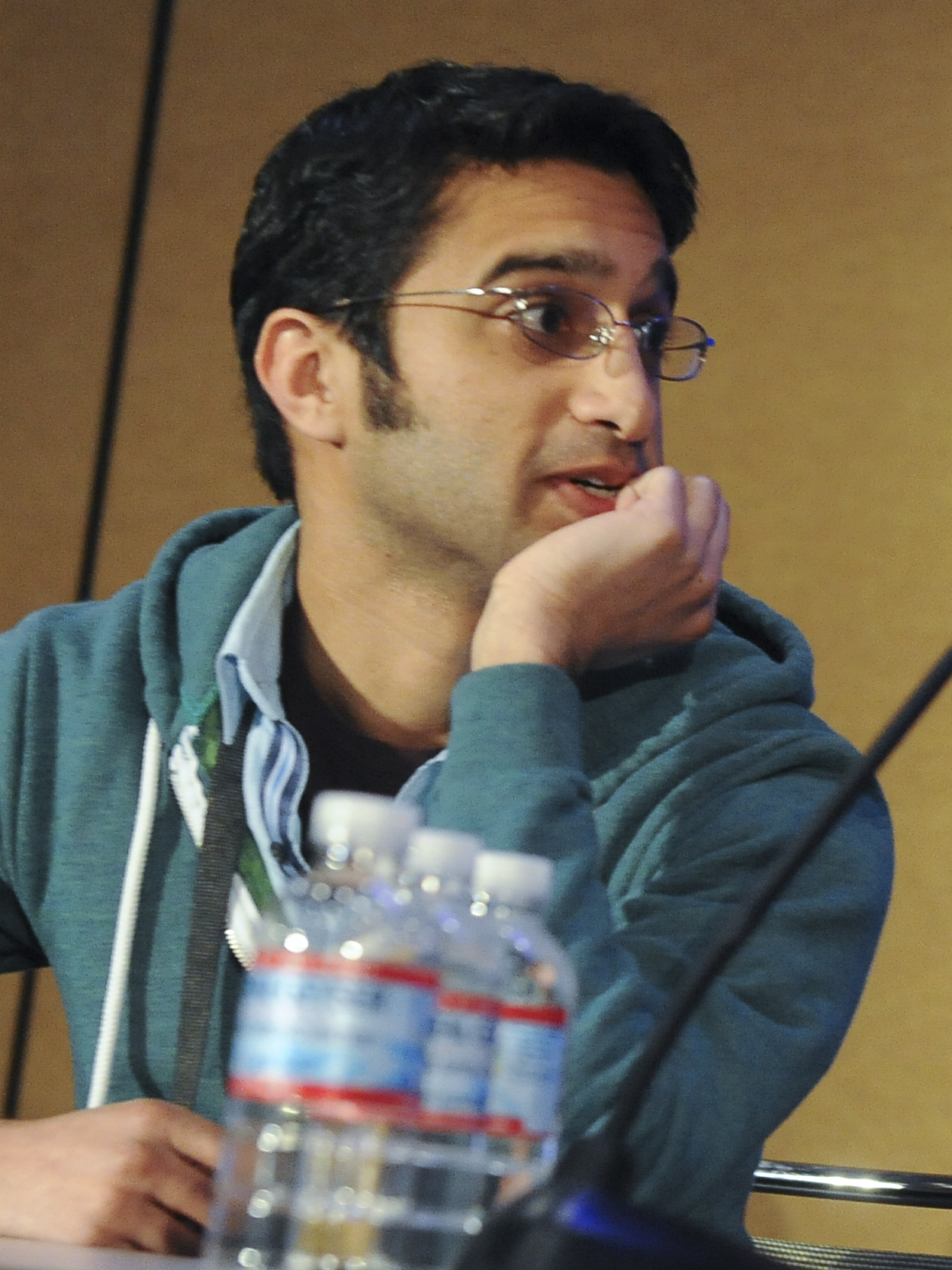
Amir Rao, fondateur de Supergiant Games et producteur d'Hades, en 2012.

Le projet de développement d'Hades débute en 2017 lorsque Supergiant Games, à la suite de la sortie de leur jeu Pyre, souhaite développer un jeu qui décloisonnerait le processus de développement et l'ouvrirait aux joueurs, afin d'obtenir un retour permanent de ces derniers et donc proposer le meilleur jeu possible. Dans cette logique, les développeurs s'accordent pour sortir le jeu en accès anticipé, après avoir établi une trame narrative. L'équipe de Supergiant Games étant composée d'une vingtaine de personnes, il est décidé pour des raisons budgétaires d'effectuer le développement sur une unique plateforme, puis de faire un portage sur toutes les autres plateformes une fois le jeu terminé. Après des discussions entre Supergiant Games et Epic Games, un accord est pris pour lancer Hades sur leur projet expérimental de plateforme de distribution, l'Epic Games Store, estimant que leurs intérêts sont alignés. La décision de Supergiant Games est également motivée par l'accent mis par Epic Games sur les créateurs de contenu, que ce soit les développeurs ou les streamers, Hades étant pensé pour favoriser ces derniers,. L'équipe de développement d'Hades pense notamment que les différents vidéastes auront une influence positive sur le jeu, en termes de popularité ou de direction de développement.
Le temps de développement estimé par l'équipe de Supergiant Games est de trois ans, estimation obtenue en comparant le final attendu au temps pris par ces derniers à développer leurs jeux précédents. Opposé à la politique du crunch, pratique de développement consistant à surcharger les équipes pour tenir les délais, Supergiant Games indique accepter le retard pris sur le développement pour laisser les employés prendre des congés payés,. Le système d'accès anticipé proposé par Epic Games permet aussi à Supergiant Games d'éviter le crunch en laissant à l'équipe le soin de mieux répartir son temps de travail sur la durée de vie du titre.
Supergiant Games profite de l'accès anticipé pour améliorer le jeu en bénéficiant directement du retour des joueurs, mises à jour après mises à jour. Cela permet aussi de peaufiner l'histoire d'un point de vue narratif, en introduisant de nouveaux personnages ou des éléments scénaristiques au fur et à mesure. La déesse Déméter est ainsi ajoutée de cette manière, afin de faire progresser l'histoire car il s'agit de la mère de Perséphone. Après plusieurs tentatives peu convaincantes de donner vie à ses pouvoirs de manière unique et intéressante pour le joueur, l'équipe de développement revient au mythe original, pour donner à Déméter les pouvoirs du froid lors d'une mise à jour. Un autre exemple est l'introduction du Chaos primordial, plusieurs mois après la sortie en accès anticipée du jeu. L'équipe de développement fonctionne finalement avec un système de jalons, correspondant à des étapes que les développeurs se fixent de manière mensuelle, un changement par rapport à leurs anciennes méthodes de développement,.
Le concept du jeu, en termes de narration et d'approche, souhaité par Supergiant Games, est celui d'un jeu facile à prendre en main, jouable sur de courtes périodes de temps, et surtout pouvant être complété après la sortie en accès anticipé grâce à une grande rejouabilité. Toutes ces raisons ont poussé l'équipe de développement à se tourner vers un jeu de type roguelite, populaire au sein des jeux en accès anticipé,. L'approche roguelite correspond également à leurs objectifs de gameplay, à savoir l'ajout de nombreuses mécaniques originales poussant le joueur à repenser sa manière de jouer lorsqu'il s'agit de traverser un niveau.

### Réinterprétation des mythes grecs, conception des lieux et des personnages

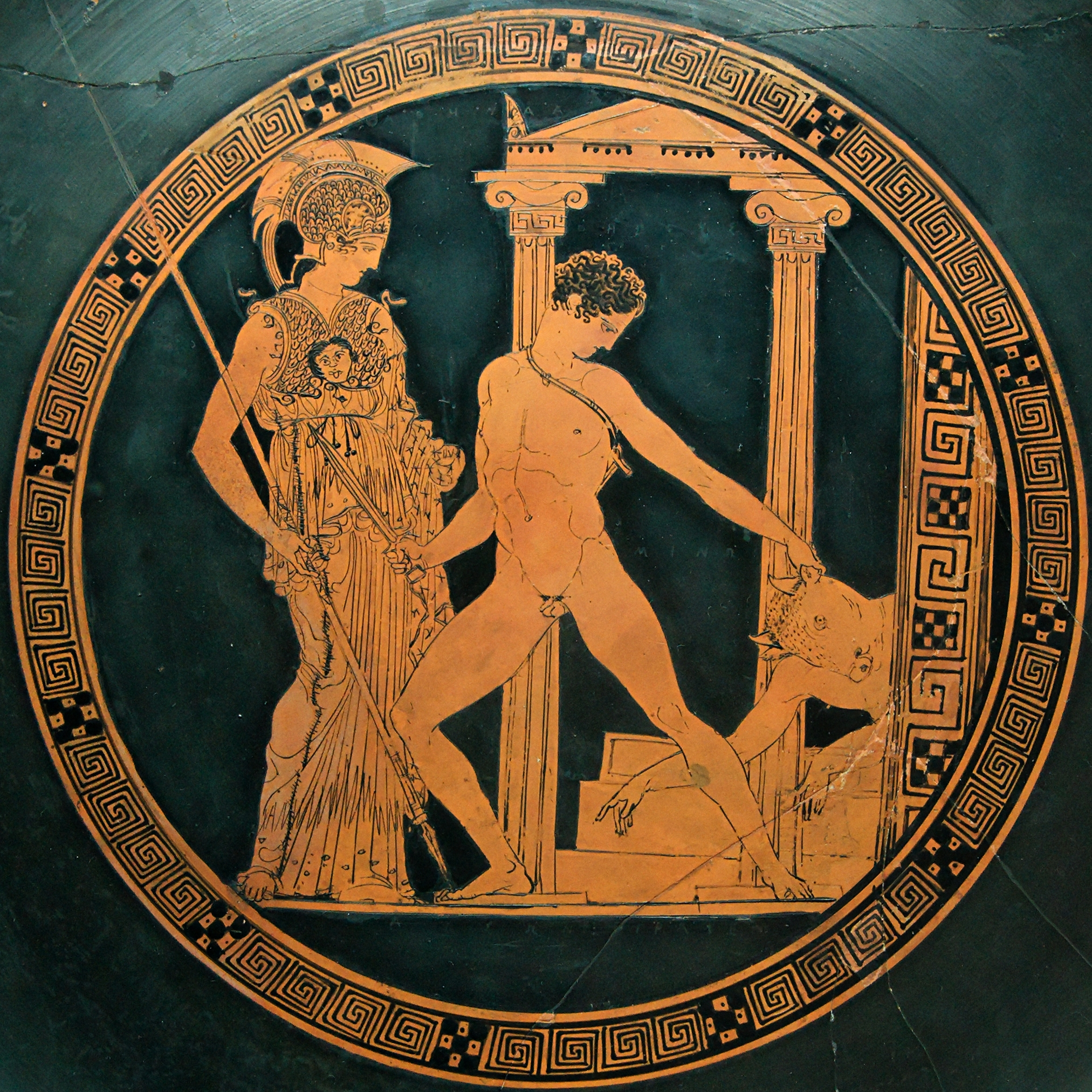
Thésée, roi d'Athènes, est tout d'abord envisagé pour être le personnage principal de l'aventure. Finalement, il est présent sous forme de boss, avec le minotaure.

Concernant le cadre du jeu, l'équipe de Supergiant Games s'est initialement interrogée sur la possibilité de réutiliser un décor inspiré de leurs jeux précédents, avant de s'accorder sur la création d'un nouvel univers. Greg Kasavin, directeur créatif du studio, propose alors une histoire ayant lieu dans un contexte de mythologie grecque, un univers qui le passionne depuis son enfance. Ce dernier cite notamment l'Iliade d'Homère comme principale source d'inspiration.
Initialement connu sous le nom de Minos, le jeu mettait alors en scène Thésée, tentant de sortir du labyrinthe aux pièces changeantes de Minos. L'équipe décide de changer de direction, car si le labyrinthe permettait l'aspect roguelite, il paraissait difficile pour le studio d'y incorporer les aspects narratifs souhaités. De plus, le personnage de Thésée ne convainc pas l'équipe de développement, car estimé trop générique. Après plusieurs recherches sur les mythes grecs, Kasavin se rend compte qu'Hadès est sous représenté dans ces derniers, en raison de la crainte qu’il inspire. Cette découverte pousse l'équipe à centrer le scénario autour du fils de ce dernier, Zagreus, qui tente de s'enfuir du palais de son père, avec en conséquence une approche narrative plus intéressante. De plus, comme peu de choses sont connues sur le mythe de Zagreus, cela permet à l'équipe de développer plus en profondeur la personnalité de ce dernier. Kasavin souhaite alors créer un héros typique de la mythologie, « plus rapide, plus fort, plus beau » que les humains, afin de souligner son caractère divin.
Kasavin compare de plus les Olympiens à « une grande famille dysfonctionnelle, dans laquelle on peut facilement se retrouver », et pense que les tentatives répétées ratées de Zagreus pour s'enfuir des Enfers procureraient un aspect humoristique bienvenu,. De plus, toujours selon Kasavin, la mythologie grecque et ses monstres permettent d'apporter des sensations de jeu typiques des roguelites, où le joueur se sent invincible après un combat, pour être défait rapidement au combat suivant, et renvoyé au point de départ. Le changement de personnage principal, de Thésée vers Zagreus, s'est fait sans grand impact sur le développement, au vu du faible niveau d'avancement lors de la prise de la décision, permettant au contraire de débloquer les scénaristes de l'impasse narrative dans laquelle ils se trouvaient. Thésée reste néanmoins intégré au jeu, sous forme de boss, accompagné de son compagnon le minotaure Astérion.
Les équipes de Supergiant Games sont restées déterminées à respecter les mythes grecs dont l'histoire s'inspire. Jen Zee, directrice artistique chez Supergiant Games et responsable du design du jeu, a conçu les divinités olympiennes en rendant hommage à la « nudité héroïque », typique des anciennes représentations grecques des Dieux. Zee déclare également s'être inspirée de plusieurs œuvres travaillant l'encre de manière fantastique, comme celles de Mike Mignola, ou Fred Taylor, artiste d'affiches du milieu du XIXe siècle, un style qu'elle souhaitait utiliser depuis Pyre. Des illustrateurs et artistes japonais influencent aussi fortement l'identité visuelle du jeu, notamment Akihiko Yoshida, Yoji Shinkawa, Ayami Kojima ou Kinu Nishimura. Jen Zee est assistée par Paige Carter et Joanne Tran, notamment pour les arrière-plans. D'autres membres de l'équipe artistique sont chargés des animations des différents personnages. À titre d'exemple, 59 portraits, 68 modèles, 1 400 textures d'environnement et 942 489 images d'animation des personnages ont été réalisés pour les besoins du titre.
| Homme blanc et chauve souriant à lunettes.                                                  |  | Homme asiatique d'environ quarante ans souriant. Il porte un bouc. |
| Mike Mignola et Yoji Shinkawa, dont les travaux ont fortement inspiré l'esthétique d'Hades. |  |                                                                    |

Pour autant, le design de certains dieux s'inspire aussi d'autres ethnies, un choix défendu par Kasavin comme étant le résultat de l'échange culturel présent dans le bassin méditerranéen lors de l'Antiquité. Il argumente par exemple que « Zeus est le dieu des cieux, pas de l'espace aérien survolant la Grèce »,. Le jeu explore par ailleurs la fluidité sexuelle impliquée par plusieurs mythes grecs : en effet, Zagreus est bisexuel et peut former une romance avec Mégère comme avec Thanatos, tandis qu'une intrigue secondaire explore la relation homosexuelle entre Achille et Patrocle,.

### Adaptation de la narration au système de jeu
Bien que le jeu précédent du studio Supergiant Games, Pyre, incorpore des éléments narratifs ramifiés, les développeurs se sont rendu compte après la sortie du jeu que les joueurs avaient tendance à ne jouer qu'une seule fois au jeu, et ainsi à ne pas profiter des différentes ramifications du scénario. Hades étant un roguelite, l'équipe de Supergiant Games estime que cet aspect de narration est plus adapté pour Hades, et décide de le réutiliser, le principe du roguelike forçant le joueur à rejouer de manière répétée au jeu pour progresser dans l'aventure. L'une des autres raisons du choix du roguelite est la possibilité prendre du plaisir lors de sessions de jeu répétées, sur le même modèle. Contrairement à Bastion et Transistor, deux autres jeux de l'écurie Supergiant Games, où la narration linéaire permet plus de contrôle sur la progression du joueur, les développeurs ont dû faire face aux difficultés d'écriture pour les multitudes de routes que le joueur pourrait emprunter lors de son aventure. Pour cela, Kasavin et les autres scénaristes ont écrit plus d'une dizaine d'heures de dialogues entre Zagreus et les différents personnages non joueurs, en fonction de toutes les chaînes d'évènements pouvant mener aux diverses situations. Par exemple, après avoir rencontré pour la première fois Eurydice dans les Enfers, une discussion avec son mari Orphée au palais d'Hadès déclenchera une ligne de dialogue où ce dernier mentionnera sa femme et demandera à Zagreus de lui porter un message, dialogue ne se déclenchant qu'après la rencontre d'Eurydice. Un autre exemple pouvant être cité est les lignes de dialogues des bosses, qui prennent en compte les précédentes interactions avec Zagreus, défaite ou victoire. Pour les développeurs, ces dialogues adaptatifs permettent de donner une identité à chaque tentative d'évasion des Enfers, rendant chacune unique et intéressante, contrairement à certains autres roguelikes.

## Bande-son

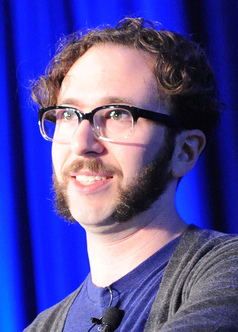
Darren Korb, compositeur principal de Hades et voix de Zagreus, en 2012.

### Musique
La bande-son du jeu est composée par Darren Korb, ami d'enfance d'Amin Rao, qui a déjà composé pour les précédents jeux de Supergiant Games, comme Bastion, Transistor et Pyre,. Pour cet opus, il s'essaye à de nouvelles compositions, changeant de ses précédents travaux sur les jeux Supergiant Games, pour correspondre à l'ambiance de Hades. 
Les musiques d'ambiance de Hades sont principalement composées d'instruments à cordes, comme de la guitare, du luth et encore de la mandoline, tout en ayant une déclinaison plus rock lors des combats de boss. Ces dernières sont composées pour correspondre à une ambiance désespérée. Ainsi, la musique du combat qui oppose Zagreus à Thésée et Astérion commence en douceur, avant que le rythme ne s'accélère et ne prenne un tempo metal en deux temps, pour refléter le combat double ayant lieu. Pour créer ces musiques, Darren Korb utilise des instruments peu utilisés dans les musiques occidentales, afin de transporter les joueurs dans une atmosphère différente de ce dont ils ont l'habitude.
Pour la musique d'Hades, Korb collabore avec Ashley Barrett, déjà sa collaboratrice du temps de Transistor. Plusieurs musiques du jeu sont également intradiégétiques, car chantées par Orphée, musicien de la cour d'Hadès, ou Eurydice, muse ayant pris résidence dans les champs de l'Asphodèle. Le chant de cette dernière, interprétée par Barrett, l'une des rares musiques chantées du jeu, présente un rythme plus lent et posé, afin d'encourager le joueur à faire une pause dans son échappée pour écouter le récit de la vie d'Eurydice. Korb déclare s'être inspiré de ses goûts personnels pour concevoir une musique qui, dans l'univers du jeu, « est assez forte pour émouvoir aux larmes des Dieux », notamment avec Radiohead ou les Beatles.

### Doublages
Les dialogues d'Hades sont intégralement doublés. Bien que cela représente un défi pour l'équipe de développement, elle tient à ce parti pris afin de renforcer l'atmosphère du titre et de donner vie aux personnages, ; elle fait aussi ce choix car il lui est impossible de donner vie à ses personnages avec des techniques plus pointues, telle que la capture de mouvement. Cette décision soulève plusieurs problèmes, notamment pour les accents : les développeurs se questionnent sur l'accent à donner à des fantômes, des dieux et autres créatures de la mythologie grecque. La question de la localisation et de la quantité de lignes de dialogues pour un jeu ne possédant pas de fin sont d'autres défis rencontrés par Supergiant Games.
Si des comédiens de doublage professionnels sont embauchés pour doubler la plupart personnages, certains membres de l'équipe comme Darren Korb prêtent à côté leur voix à des personnages d'Hades, notamment Zagreus. Pour ce dernier, Korb s'est notamment inspiré de l'accent britannique de Tom Hiddleston ou d'Asa Butterfield, mais également de l'accent britannique des héros de fantasy des films Le Seigneur des anneaux et de la série Le Trône de fer. Pour le personnage de Cerbère, chien gardien des Enfers, il enregistre plusieurs sons de chiens de son entourage. Logan Cunningham, habitué des productions Supergiant Games et ami d'enfance d'Amin Rao, est de retour dans Hades, interprétant le personnage éponyme, mais aussi Poséidon, Achille, Astérion le minotaure, Charon et le narrateur,. D'autres comédiens de doublage issus de précédentes collaborations avec le studio, font leur retour, suggérant des noms pour d'autres rôles ; c'est ainsi que Courtney Vineys permet à son amie Avalon Penrose d'obtenir le rôle de Mégère. Darren Korb, le directeur audio d'Hades, est chargé de l'enregistrement des voix. Lui et Kasavin, le directeur créatif, donnent les indications aux doubleurs et décident de la personnalité à insuffler aux personnages. Vineys évoque une forte influence de Jen Zee, artiste principale du titre, pour raccorder la voix au visuel du personnage. D'autres doubleurs sont recrutés grâce aux connaissances des développeurs. C'est comme cela que Peter Canavese, interprète de Zeus et du Chaos Primordial, est recruté, car professeur de théâtre de Korb et Cunningham dans leur jeunesse.
En raison de la pandémie mondiale de Covid-19, le développement est ralenti, les équipes étant dans l'incapacité de se réunir pour enregistrer les voix des personnages. Par l'intermédiaire de visioconférences et d'enregistrements maisons, plusieurs acteurs continuent à produire les enregistrements vocaux nécessaires au développement du jeu.
En raison des différentes branches narratives, le jeu totalise 21 020 lignes de dialogue. Zagreus en possède la majorité, suivi par Hadès, le personnage éponyme. À titre d'exemples de personnalisation des dialogues, Hypnos, membre du palais d'Hadès et incarnation du sommeil, peut délivrer 75 lignes de dialogues uniques en fonction de la manière dont a été vaincu le joueur.

## Analyse

### Représentation de l'existentialisme
Certains analystes voient en Hades l'une des meilleures adaptations contemporaines du principe d'existentialisme. Pour Antoine Desrues, journaliste au magazine spécialisé Écran Large, le titre se confronte à la réalité, tout d'abord lorsque Zagreus tente de la fuir en s'échappant du domaine de son père, pour l'embrasser plus tard et obtenir une paix intérieure. Toujours selon Desrues, « plutôt que de subir pour l'éternité la douleur du regret face à une vie qui n'a pas pris la direction escomptée, les personnages d'Hades renaissent en assumant leur condition », rappelant notamment les écrits de Albert Camus, sur l'absurdité de leur monde qu'il faut accepter.

### Conceptions grecques de l'amour

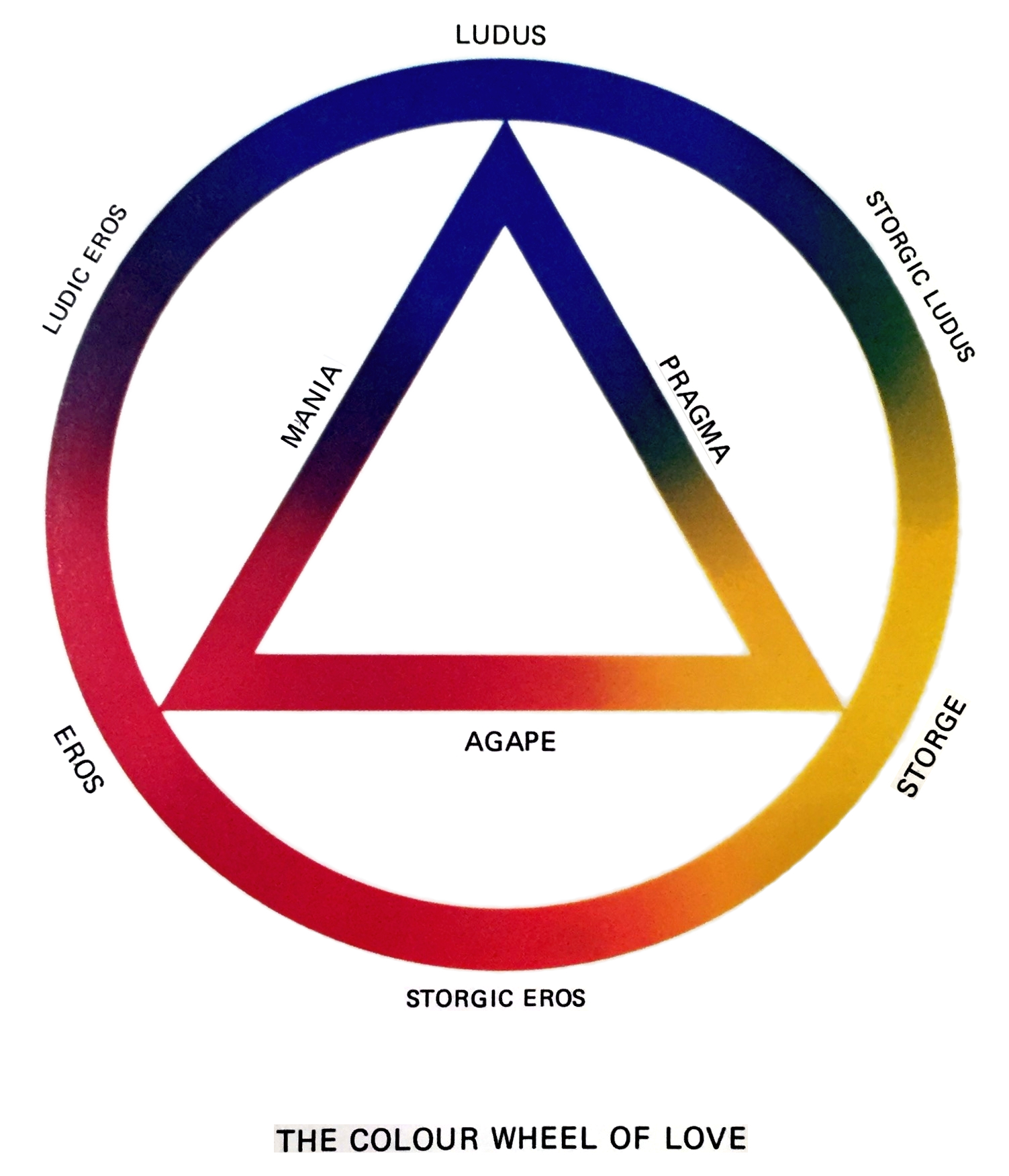
Représentation graphique des différents types d'amour selon les penseurs de la Grèce antique.

Plusieurs éléments présents dans l'aventure de Hades font appel à certains concepts philosophiques ou historiques liés à la Grèce antique. Ainsi, les trois types de relations amoureuses que Zagreus peut développer dans le jeu représentent chacune un aspect de l'amour selon les penseurs de la Grèce antique. Ces derniers utilisent en effet plusieurs termes pour définir les différents types d'amour que l'on retrouve entre les amis, les amants ou au sein de sa famille. Parmi ces termes on retrouve l'agapé, qui représente l'amour inconditionnel, l'éros, qui représente l'amour sensuel et passionné, ainsi que la philia, sentiment fort d'amitié ou de camaraderie. La relation entre la gorgone Dusa et Zagreus tient de la philia, Dusa ayant des sentiments pour Zagreus mais pas d'attirance, et ces derniers se promettant une amitié éternelle. Mégère et Zagreus, quant à eux, entretiennent une relation majoritairement reposant sur le désir sexuel et le plaisir : c'est l'éros, un type de relation qui, selon Platon, est associé à la recherche de la vérité. La romance entre Thanatos et Zagreus, qui commence par l'acceptation des défauts de chacun puis évolue vers une relation à l'écoute de l'autre, se rapproche de l'agapé, forme d'amour que l'on retrouve chez les époux. Zagreus est dans tous les cas représenté comme un éphèbe, idéal de beauté masculine chez les Grecs.

## Accueil

### Commercialisation et sortie
Hades est dévoilé lors de la cérémonie des Game Awards 2018 qui a eu lieu le 6 décembre 2018, et est annoncé comme étant l'un des premiers jeux d'éditeurs tiers disponibles pour la plateforme nouvellement lancée Epic Games Store,. Selon Geoff Keighley, organisateur de cette cérémonie de récompenses, Amir Rao et Greg Kasavin l'ont approché lors de l'édition 2018 de la cérémonie des Academy of Interactive Arts and Sciences, et lui ont fait part de leur intention d'annoncer leur nouveau jeu et sa sortie immédiate en accès anticipé en décembre. Si Hades est tout d'abord une exclusivité de la boutique Epic Games, il sort ensuite sur Steam le 10 décembre 2019. Le jeu sort officiellement de l'accès anticipé le 17 septembre 2020, de manière concomitante à la sortie du jeu en version dématérialisée sur Nintendo Switch,. Si un projet de transfert de sauvegarde de Microsoft Windows vers Nintendo Switch est tout d'abord envisagé par Supergiant Games dès la sortie du jeu sur cette plateforme, cette possibilité n'est rendue accessible aux joueurs qu'en décembre de la même année, après une mise à jour. Une version physique du jeu est rendue disponible sur Nintendo Switch le 19 mars 2021,, tandis que les portages pour PlayStation 4, PlayStation 5, Xbox One et Xbox Series sortent le 13 août 2021 ; le jeu est intégré dans le système de jeu vidéo à la demande du Xbox Game Pass à la même date,. Le jeu est traduit en japonais plus tardivement, bien qu'accessible en anglais, le studio Supergiant Games invoquant une vaste quantité de texte à traiter. La version physique du jeu est fournie avec un livret regroupant diverses illustrations du jeu réalisées par la directrice artistique Jen Zee, ainsi qu'un code permettant d'obtenir la bande-son du jeu de manière dématérialisée.
Le développement d'Hades est filmé par l'équipe de documentaristes du studio Noclip, qui rend publiques ces vidéos lors de la sortie du jeu de son accès anticipé.

### Critiques
Hades obtient un excellent accueil critique et est très bien reçu par la presse spécialisée, qui vante notamment son gameplay, sa trame narrative, ses personnages ainsi que sa musique. Néanmoins, parmi les critiques mineures faites au titre figurent l'aspect répétitif, inévitable du genre roguelike, ainsi qu'un mauvais retour au sujet du portage sur Nintendo Switch, estimé techniquement en deçà des autres versions.
Pour le site américain spécialisé Rock, Paper, Shotgun, la variabilité observée entre les différentes tentatives d'évasion, permettant notamment de changer d'armes, de support divin, de difficulté, est l'un des points forts du jeu. La rédaction du magazine JV - Culture du jeu vidéo le classe parmi les 30 jeux incontournables de l'année 2020, saluant son intérêt narratif, sa direction artistique et son système de jeu dynamique. Matt Miller, journaliste chez Game Informer, apprécie le système de combat stimulant, rapide et bien équilibré. Ce même système de combat est également loué par le Daily Telegraph, qui vante notamment sa variété, ou P. J. O'Reilly de Nintendo Life. Le système de progression est lui aussi félicité par Dennis Michel, journaliste au magazine GamePro, qui apprécie également les modes de difficulté proposés et la grande rejouabilité du jeu. Gianni Molinaro, du site Gameblog, vante la précision de l'action, ainsi que le sentiment gratifiant ressenti lors des phases de combat. Les combats contre les boss sont remarqués par le site français Jeuxvideo.com, et estimés « nerveux et bien équilibrés ». Similairement, la rédaction juge que la progression du joueur est « finement calibrée », et que les synergies d'armes sont « jouissives et surpuissantes ». Heather Wald, journaliste pour le site spécialisé américain Gamesradar+, loue le sentiment de satisfaction obtenu par la progression du joueur, tentative après tentative. La rejouabilité est grandement appréciée par la journaliste, qui estime le jeu « incroyablement plaisant ». Christopher Donlan, du site spécialisé Eurogamer, félicite quant à lui l'ingéniosité des contrôles du jeu, selon lui « intuitifs et jouissifs ». Le système de difficulté est quant à lui encensé par le site spécialisé Siliconera, ce dernier considérant qu'il permet de satisfaire simultanément les fans débutants et les joueurs plus expérimentés. La rédaction de Game Revolution apprécie particulièrement le rythme des combats proposés par le jeu, et qualifie le jeu « d'essentiel du genre ». José Luis López de Garayo, du site espagnol spécialisé MeriStation félicite la personnalisation de l'équipement du personnage principal, ainsi que les combats, estimés « parmi les meilleurs du genre ».
Jay Castello, journaliste au site spécialisé Rock, Paper, Shotgun, vante le soin apporté aux personnages, aussi bien Olympiens qu'habitants du palais d'Hadès. Les multiples sous-scénarios et histoires annexes sont également loués par le journaliste, cette dernière insistant sur le fait qu'elles ont grandement contribué à son plaisir de jeu. Game Informer loue la réinterprétation faite par le jeu des différents mythes grecs et la caractérisation des personnages, critique partagée par Dan Silver, journaliste au The Daily Telegraph. L'écriture des personnages secondaires est aussi louée par le magazine spécialisé GamePro. L'ambiance est l'un des points forts pour le site français spécialisé Gameblog, une critique partagée par Nick Limon, journaliste chez IGN. Le quotidien The Guardian souligne les relations entre les personnages, estimées « crédibles et attachantes ». Pour Ryan Gilliam, du site américain spécialisé Polygon, la relation entre Zagreus et son père Hadès est l'un des points forts incontestables du jeu, « mélange parfait d'amour, de lassitude, de frustration et de méfiance ». Ce constat est aussi partagé par Edgar Van Allen, du site spécialisé USGamer. Kazuma Hashimoto, de Siliconera, félicite les liens entre les différentes intrigues du jeu, toutes variées et poussant le joueur à les découvrir. Kim Belair, du site Eurogamer, remarque finalement de très légers détails laissés par les développeurs, comme la présence d'un citoyen des Enfers admirateur de Zagreus, le personnage principal, et le soutenant silencieusement lors de ses combats de boss. 
Le travail sonore est loué par la rédaction de Game Informer, aussi bien le travail de doublage, jugé « excellent » que la bande-son du jeu. Le travail du narrateur est par ailleurs félicité par GamePro, qui estime qu'il contribue grandement à l'immersion dans la narration. Similairement, Jody Macgregor, journaliste chez PC Gamer, ainsi que la rédaction du site français spécialisé Jeuxvideo.com, vantent la direction artistique du titre, aussi bien l'art de Jen Zee que le travail sonore et de doublage,. Le doublage est félicité par Maddy Myers, du site Polygon, à l'instar de sa musique, qualifiée de « marquante ». Le site américain spécialisé IGN émet plus de réserves concernant la bande-son du jeu, la trouvant inférieure aux autres créations du studio Supergiant Games, bien que contribuant parfaitement à l'ambiance générale du jeu. Le redesign des divinités grecques par Jen Zee est loué par Keza MacDonald, journaliste spécialisée en jeu vidéo au quotidien britannique The Guardian. Le site espagnol MeriStation loue la conception sonore et l'aspect visuel du jeu, qualifiées d'« exceptionnelles ».
Parmi les reproches les plus récurrents, Destructoid et GamePro déplore un trop faible nombre de boss, estimés trop similaires,. De son côté, la rédaction de Jeuxvideo.com déplore un portage Nintendo Switch inférieur techniquement aux autres versions du jeu, bien que cela n'entache pas le plaisir de jeu. Nintendo Life critique similairement un nombre d'images par seconde défaillant lors de certaines phases de combat sur la version Nintendo Switch. Ces critiques sont partagées par Marcel Kleffmann, du site spécialisé allemand 4Players. La rédaction du quotidien français Le Monde se déclare peu convaincu par le titre, malgré une « narration et une direction artistique fortes », car estimé « trop peu lisible ».

### Ventes
Pendant toute la durée de son accès anticipé, Hades s'est écoulé à 700 000 exemplaires. Après la sortie officielle du jeu le 17 septembre 2020, 300 000 copies supplémentaires d'Hades sont vendues en seulement quelques jours, portant le nombre total de ventes à plus d'un million peu après sa sortie,.

### Récompenses
Dès sa sortie, Hades est nommé pour de nombreux prix dans des cérémonies internationales. Il reçoit notamment huit nominations à la cérémonie des British Academy Video Games Awards et en remporte cinq : « Meilleur jeu », « Meilleure direction artistique », « Meilleur game-design », « Meilleure expérience narrative », « Meilleur acteur dans un rôle secondaire » pour Logan Cunningham, doubleur entre autres d'Hadès,. Lors de l'édition 2020 de la cérémonie des Game Awards, Hades est nommé dans plusieurs catégories majeures, comme « Meilleur jeu », « Meilleure direction artistique » ou « Meilleure musique », et remporte plusieurs prix, comme celui du « Meilleur jeu indépendant » et celui du « Meilleur jeu d'action »,. Similairement, Hades est nommé dans de nombreuses catégories à l'édition 2020 des Golden Joystick Awards, et remporte les catégories « Meilleur jeu indépendant » et « Plébiscite de la critique ». Lors de l'édition 2021 des DICE Awards, Hades remporte plusieurs prix, dont « Meilleur jeu », « Meilleur jeu indépendant », « Meilleur jeu d'action », ainsi que « Meilleur game-design », tandis qu'à l'édition 2021 des Game Developers Choice Awards, Hades gagne les prix de « Meilleur jeu », « Meilleur game-design » et « Meilleure bande-son ». À l'international, Hades remporte également le Pégase du « Meilleur jeu indépendant étranger », une récompense française,. 
Hades est nommé lors de cérémonies mettant en avant la représentativité des personnes LGBT+ dans les jeux vidéo. Ainsi, le jeu est nommé dans la catégorie « Meilleur jeu de l'année » des GLAAD Media Awards, une cérémonie organisée pour récompenser les œuvres, médias et personnalités pour leur rôle dans la représentation de la communauté LGBT. Similairement, Hades remporte le prix de « Meilleur jeu de l'année » lors de la cérémonie des Gayming Awards,, une cérémonie visant à récompenser les avancées effectuées par des personnes LGBT+, ou des œuvres mettant en avant des personnes LGBT+,. 
Hades devient ensuite le premier jeu vidéo à recevoir un prix Hugo, prix littéraire américain récompensant chaque année les meilleures œuvres de science-fiction et de fantasy lors de la World Science Fiction Convention,. Similairement, Hades remporte en 2021 le prix Nebula de « Meilleure écriture de jeu », une nouveauté décernée depuis 2018. 
Plus généralement, Hades est inclus dans de nombreux classements de jeu de l'année organisés par plusieurs sites spécialisés. Entre autres, Polygon, IGN, USGamer, Destructoid, Slant Magazine, Entertainment Weekly, Gamesradar+, mais également des journaux généralistes, comme le The Washington Post, le Time Magazine, ou Numerama, ont notamment placé Hades au sommet de leur classement des jeux de l'année. 
| Année | Récompense                         | Catégorie                                                                      | Résultat   | Réf.    |
| ----- | ---------------------------------- | ------------------------------------------------------------------------------ | ---------- | ------- |
| 2020  | The Game Awards                    | Meilleur jeu indépendant                                                       | Lauréat    | ,       |
| 2020  | The Game Awards                    | Meilleur jeu d'action                                                          | Lauréat    | ,       |
| 2020  | The Game Awards                    | Meilleur jeu                                                                   | Nomination | ,       |
| 2020  | The Game Awards                    | Meilleure performance d'acteur                                                 | Nomination | ,       |
| 2020  | The Game Awards                    | Meilleure musique                                                              | Nomination | ,       |
| 2020  | The Game Awards                    | Meilleure narration                                                            | Nomination | ,       |
| 2020  | The Game Awards                    | Meilleure réalisation                                                          | Nomination | ,       |
| 2020  | The Game Awards                    | Meilleure direction artistique                                                 | Nomination | ,       |
| 2020  | Golden Joystick Awards             | Meilleur jeu indépendant                                                       | Lauréat    | [ 135 ] |
| 2020  | Golden Joystick Awards             | Plébiscite de la critique                                                      | Lauréat    | [ 135 ] |
| 2020  | Golden Joystick Awards             | Meilleure narration                                                            | Nomination | [ 135 ] |
| 2020  | Golden Joystick Awards             | Meilleure conception visuelle                                                  | Nomination | [ 135 ] |
| 2020  | Golden Joystick Awards             | Meilleur jeu PC                                                                | Nomination | [ 135 ] |
| 2020  | Golden Joystick Awards             | Meilleur studio                                                                | Nomination | [ 135 ] |
| 2021  | Prix Hugo du jeu vidéo             | Meilleur jeu                                                                   | Lauréat    | ,       |
| 2021  | Pégase du jeu vidéo                | Meilleur jeu indépendant étranger                                              | Lauréat    | ,       |
| 2021  | GLAAD Media Awards                 | Meilleur jeu                                                                   | Nomination | [ 140 ] |
| 2021  | Gayming Awards                     | Meilleur jeu                                                                   | Lauréat    | ,       |
| 2021  | British Academy Video Games Awards | Meilleur jeu                                                                   | Lauréat    | ,       |
| 2021  | British Academy Video Games Awards | Meilleure réalisation artistique                                               | Lauréat    | ,       |
| 2021  | British Academy Video Games Awards | Meilleur game-design                                                           | Lauréat    | ,       |
| 2021  | British Academy Video Games Awards | Meilleure expérience narrative                                                 | Lauréat    | ,       |
| 2021  | British Academy Video Games Awards | Meilleure performance d'acteur dans un rôle secondaire (pour Logan Cunningham) | Lauréat    | ,       |
| 2021  | British Academy Video Games Awards | Meilleur sound-design                                                          | Nomination | ,       |
| 2021  | British Academy Video Games Awards | Meilleure bande-son                                                            | Nomination | ,       |
| 2021  | British Academy Video Games Awards | Jeu du public                                                                  | Nomination | ,       |
| 2021  | Prix Nebula                        | Meilleur écriture de jeu                                                       | Lauréat    | [ 148 ] |
| 2021  | DICE Awards                        | Meilleur jeu                                                                   | Lauréat    | [ 136 ] |
| 2021  | DICE Awards                        | Meilleure direction artistique                                                 | Nomination | [ 136 ] |
| 2021  | DICE Awards                        | Meilleur personnage                                                            | Nomination | [ 136 ] |
| 2021  | DICE Awards                        | Meilleure narration                                                            | Nomination | [ 136 ] |
| 2021  | DICE Awards                        | Meilleur jeu d'action                                                          | Lauréat    | [ 136 ] |
| 2021  | DICE Awards                        | Meilleur jeu indépendant                                                       | Lauréat    | [ 136 ] |
| 2021  | DICE Awards                        | Meilleur game-design                                                           | Lauréat    | [ 136 ] |
| 2021  | DICE Awards                        | Meilleure direction de jeu                                                     | Lauréat    | [ 136 ] |
| 2021  | Game Developers Choice Awards      | Meilleur jeu                                                                   | Lauréat    | [ 137 ] |
| 2021  | Game Developers Choice Awards      | Meilleure bande-son                                                            | Lauréat    | [ 137 ] |
| 2021  | Game Developers Choice Awards      | Meilleur game-design                                                           | Lauréat    | [ 137 ] |
| 2021  | Game Developers Choice Awards      | Meilleur scénario                                                              | Nomination | [ 137 ] |
| 2021  | Game Developers Choice Awards      | Prix spécial d'innovation vidéoludique                                         | Nomination | [ 137 ] |
| 2021  | Game Developers Choice Awards      | Meilleure direction artistique                                                 | Nomination | [ 137 ] |

## Postérité

### Influence dans le monde du jeu vidéo
À la suite de son succès critique et commercial, plusieurs studios de jeux vidéo s'inspirent d'Hades pour développer leur propre jeu. Le studio américain Heart Machine s'en inspire notamment pour son dernier titre Hyper Light Breaker, proposant une trame narrative adaptée au principe du roguelite et une personnalisation de l'arsenal du personnage principal. Le jeu du studio chinois BadMudStudio, Warm Snow, s'inspire également de Hades. Inspiré de la mythologie chinoise, cet autre roguelike permet au joueur d'interagir avec plusieurs divinités bouddhistes, de la même manière que Hades permet d'interagir avec les membres du panthéon grec. Tout comme dans Hades, chaque dieu influence de manière thématique l'arsenal du joueur : prier Acala permet d'obtenir des dégâts de feu par exemple, et le joueur doit tuer tous les ennemis de la salle dans laquelle il se trouve avant de choisir la prochaine, en fonction des récompenses possibles. Après sa mort, il peut aussi dépenser les ressources obtenues dans ses aventures pour améliorer ses capacités. Midautumn, un autre roguelike, puise ses inspirations dans Hades aussi bien en termes de gameplay que de narration.
Hades inspire par ailleurs les développeurs de jeu grâce à sa trame narrative. En effet, le studio américain Fire Hose Games cite le studio en modèle et source d'inspiration pour combiner gameplay et narration de manière adaptée. Pour les membres de Sabotage Studio, Hades est une inspiration en ce qui concerne ses moments les plus anecdotiques, notamment avec les mini-jeux de pêche, considérés par ces derniers comme un parfait exemple de moment de pause dans un jeu vidéo d'action nerveux ; ils s'en inspirent pour leur jeu Sea of Stars, préquelle de leur jeu précédent The Messenger.
Finalement, Hades est le premier jeu vidéo à recevoir un prix Hugo, prix littéraire récompensant les œuvres de fantasy et de science-fiction. En ce sens, il ouvre la voie à la création d'une catégorie similaire dans des cérémonies généralistes. Plusieurs années après sa sortie, Hades est aussi, selon l'agrégateur de notes Metacritic, le roguelike le mieux noté sur Nintendo Switch.

### Produits dérivés
Plusieurs produits dérivés à l'effigie des personnages d'Hades sont commercialisés. Deux Nendoroids, conçus par Good Smile Company sont commercialisés, le premier représentant Zagreus,, tandis que le second est à l'effigie de Thanatos.

### Réinterprétations
Séduits par l'esthétique du jeu, plusieurs artistes rendent hommage à Hades en incorporant des personnages issus de l'univers du jeu dans leurs propres œuvres. Ainsi, le rappeur Lil Nas X, se représentant en souverain des Enfers dans le clip de son titre Call Me by Your Name, est représenté en tant qu'Olympien rencontrant Zagreus par Antonio Demico, artiste de Donjons et Dragons,. Kratos, héros de la série God of War, est réinterprété de la même manière par un fan des deux licences, tout comme plusieurs personnages principaux du jeu Genshin Impact. Héra, Héphaïstos et Apollon, des Olympiens absents du jeu de base, sont aussi rajoutés dans le jeu par certains fans.
Inversement, plusieurs artistes numériques intègrent les personnages de Hades dans les univers d'autres sagas, comme Pokémon ou Animal Crossing,, ou dans la période contemporaine.

### Suite
En août 2021, le studio Supergiant Games laisse entendre qu'il n'y aura pas de suite au jeu ni de contenu téléchargeable après la sortie définitive en 2020. Toutefois, en décembre 2022, Hades II est annoncé lors des Game Awards 2022 par une bande-annonce. Ce nouveau jeu a pour personnage principal la sorcière Melinoë, sœur de Zagreus, qui combat pour délivrer son père du Titan Cronos. Le jeu est sorti en accès anticipé le 6 mai 2024.